# Szent Adalbert-díj
A Szent Adalbert nevét viselő Esztergom-Budapesti főegyházmegyei kitüntetést Paskai László bíboros, nyugalmazott érsek alapította 2001. december 30-án, Szent Család ünnepén. A Szent Adalbert-érem olyan világi személyiségnek adományozható, aki a főegyházmegyéhez tartozó valamely egyházi szervezet javára magas színvonalon hozzájárult a feladatok eredményes ellátásához, a célok megvalósításához, a keresztény értékek gyarapításához. Három fokozata van: nagyérem, kisérem, oklevél. A kitüntetendők személyére az e célra létrehozott bírálóbizottság tesz javaslatot a hozzá érkező indítványok elbírálása után a főpásztornak. Az elismerést minden évben április 23-ához, Szent Adalbert, a főegyházmegye védőszentje emléknapjához kapcsolódóan adják át.

## Díjazottak

### 2003[2]
Nagyérem:
- Tardy László karnagy és Tardyné Tarkó Magdolna énekművész

Kisérem:
- Gerber Alajos
- Moldvay József

Oklevél:
- Rakusz Ferenc

### 2004[3]
Nagyérem:
- Dávid Katalin

Kisérem:
- Gerenday Ágnes

Oklevél:
- Szimeth Géza

### 2006[4]
Kisérem:
- Vida Zsolt

Oklevél:
- Balogh Sándorné
- Dudás János
- Dudásné Fekete Imelda
- Rajos László

### 2009[5]
- Tringer László
- Fehér László
- Palojtay Béla
- Németh Vince

### 2010[6]
- Andreas Galik
- Felföldi Éva
- Chalupa Zoltán
- Gere György
- Szabó Miklósné
- Simongáti György

### 2011[7]
Nagyérem:
- Nemcsics Imre

Kisérem:
- Ferenczi Rudolfné Molnár Éva
- Czuppon Györgyné
- Endrédy István és felesége, Horváth Cecília

Oklevél fokozat:
- Prettner Ernőné született Nágel Anna

### 2015[8]
Nagyérem: 
- Németh István

Kisérem:
- Id. Tóth Kálmán
- Tóth Zoltán
- Kollár Izabella
- Nemessányi Lászlóné Csepreghy Éva

### 2017[1]
Nagyérem: 
- Sillye Jenő

Kisérem: 
- Gilyén Elemér
- Hámori Gyula
- Kalász Ákos
- Reményi Károly

### 2018[9]
Nagyérem:
- Herédi Istvánné
- Tóth Ferencné
- Villányi Márton
- Tarlós István[10]

Kisérem:
- Csaba Zsolt János
- Käfer György
- Kenesei László
- Khéner Gyula

### 2020[11]
Kisérem:
- Bódis Lajos
- Cserjési Jenő és felesége, Cserjésiné Sturm Ildikó
- Horvay Mária
- Kovács Gyuláné
- Kulcsár Mártonné
- Landesz Gyula
- Markóné Bálint Ildikó
- Németh Tihamér és felesége, Csavajda Mária
- Nyitrai László
- Payer Miklós
- Dr. Pisztrai Zsuzsanna
- Sági József
- Tabajdi Gábor
- Vladár Béla

### 2021[12]
- Bartha Angéla
- Béres György
- Fehér László
- Gyarmati László
- Konrád Ágnes
- Nagel István
- Szakács Sándorné
- Szax László
- Tänczer Tibor
- Zakariás Antal Dirán

### 2022
- Bíró Miklós[13]
- Csanády Mihály és Márta[14]
- Egri László orvos
- Enyedi Pál
- Farkas Péter
- Felcsuti László
- Kelemen György
- Krancz Albert
- Opalény Izabella
- Rónai Zoltán

### 2023
- Baán László[15]
- Becker Erzsébet[15]
- Botos István[15]
- Csuhán Béláné[15]
- Dimitrov László[15]
- Eperjesi Tamás[15]
- Ferenczy Rudolf[15]
- Hock Bertalan[15]
- Hollós Ágnes[15]
- Szentváry-Lukács Jánosné Migály Piroska[15]
- Vágvölgyi Éva[15]